# EHF European League der Frauen 2022/23

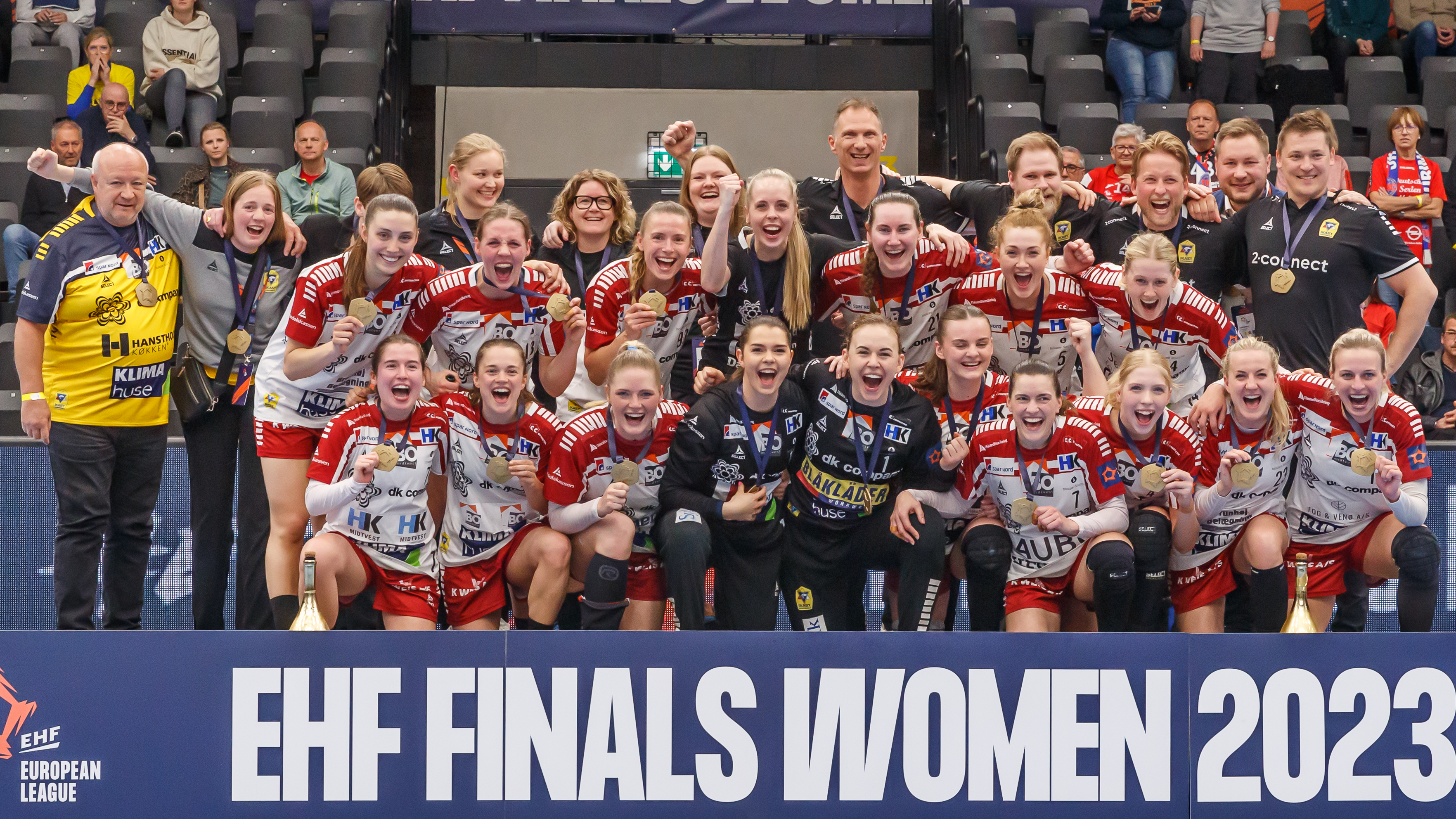
Ikast Håndbold, Gewinner der EHF European League 2022/23

An der EHF European League 2022/23 nahmen 37 Handball-Vereinsmannschaften teil, die sich in der vorangegangenen Saison in ihren Heimatländern für den Wettbewerb qualifiziert hatten. Es war die dritte Austragung des von der Europäischen Handballföderation (EHF) veranstalteten Wettbewerbs für europäische Vereinsmannschaften. Die dänische Mannschaft Ikast Håndbold gewann den Wettbewerb.

## Runde 1
Die erste Runde wird nicht ausgetragen.

## Runde 2
An der zweiten Runde nehmen 18 Mannschaften teil. Die Gewinner werden in einem Hin- und Rückspiel im Oktober 2022 ermittelt und ziehen in die dritte Runde ein.

### Qualifizierte Teams
| - Hypo Niederösterreich - DHC Plzeň - Nykøbing Falster Håndboldklub - VfL Oldenburg - Thüringer HC - Rocasa Gran Canaria - Costa del Sol Málaga - Chambray Touraine Handball - Fana IL | - ŽRK Bjelovar - RK Dalmatinka Ploče - MKS Lublin - SCM Gloria Buzău - ŽRK Železničar-Inđija - Siófok KC - LC Brühl Handball - Spono Eagles - Yalıkavak Spor Kulübü |

### Ausgeloste Spiele und Ergebnisse
| Mannschaft 1                                      | Mannschaft 2                                | Hinspiel             | Rückspiel            | Gesamt  |
| ------------------------------------------------- | ------------------------------------------- | -------------------- | -------------------- | ------- |
| Chambray Touraine Handball van der Heijden 13     | Thüringer HC Frey 13                        | 08.10.2022 20:00 Uhr | 16.10.2022 14:00 Uhr | 52 : 58 |
| Chambray Touraine Handball van der Heijden 13     | Thüringer HC Frey 13                        | 28 : 31 (15 : 15)    | 24 : 27 (12 : 15)    | 52 : 58 |
| Chambray Touraine Handball van der Heijden 13     | Thüringer HC Frey 13                        | 720 Zuschauer        | 1000 Zuschauer       | 52 : 58 |
| Hypo Niederösterreich Wess, Neidhart je 10        | VfL Oldenburg Golla 15                      | 08.10.2022 18:00 Uhr | 16.10.2022 16:30 Uhr | 49 : 57 |
| Hypo Niederösterreich Wess, Neidhart je 10        | VfL Oldenburg Golla 15                      | 26 : 33 (14 : 18)    | 23 : 24 (13 : 11)    | 49 : 57 |
| Hypo Niederösterreich Wess, Neidhart je 10        | VfL Oldenburg Golla 15                      | - Zuschauer          | 874 Zuschauer        | 49 : 57 |
| Rocasa Gran Canaria Gomes Da Costa 12             | ŽRK Bjelovar Oremović, Gavrić je 7          | 15.10.2022 19:00 Uhr | 16.10.2022 19:00 Uhr | 79 : 41 |
| Rocasa Gran Canaria Gomes Da Costa 12             | ŽRK Bjelovar Oremović, Gavrić je 7          | 42 : 19 (21 : 08)    | 37 : 22 (18 : 13)    | 79 : 41 |
| Rocasa Gran Canaria Gomes Da Costa 12             | ŽRK Bjelovar Oremović, Gavrić je 7          | 345 Zuschauer        | 200 Zuschauer        | 79 : 41 |
| Yalıkavak Spor Kulübü Anastácio 15                | Nykøbing Falster Håndboldklub Halilcevic 13 | 09.10.2022 16:00 Uhr | 16.10.2022 18:00 Uhr | 45 : 66 |
| Yalıkavak Spor Kulübü Anastácio 15                | Nykøbing Falster Håndboldklub Halilcevic 13 | 21 : 29 (15 : 15)    | 24 : 37 (13 : 18)    | 45 : 66 |
| Yalıkavak Spor Kulübü Anastácio 15                | Nykøbing Falster Håndboldklub Halilcevic 13 | 550 Zuschauer        | 1024 Zuschauer       | 45 : 66 |
| MKS Lublin Pietras 13                             | Siófok KC Mavsar 14                         | 08.10.2022 18:00 Uhr | 15.10.2022 18:00 Uhr | 50 : 58 |
| MKS Lublin Pietras 13                             | Siófok KC Mavsar 14                         | 18 : 27 (11 : 13)    | 32 : 31 (09 : 13)    | 50 : 58 |
| MKS Lublin Pietras 13                             | Siófok KC Mavsar 14                         | 1400 Zuschauer       | 600 Zuschauer        | 50 : 58 |
| SCM Gloria Buzău Iuganu, Ilie, Wassileuskaja je 8 | CBF Málaga Costa del Sol López Jiménez 17   | 08.10.2022 17:00 Uhr | 15.10.2022 18:00 Uhr | 42 : 31 |
| SCM Gloria Buzău Iuganu, Ilie, Wassileuskaja je 8 | CBF Málaga Costa del Sol López Jiménez 17   | 32 : 31 (15 : 15)    | 10 : 0 (05:0) *      | 42 : 31 |
| SCM Gloria Buzău Iuganu, Ilie, Wassileuskaja je 8 | CBF Málaga Costa del Sol López Jiménez 17   | 2000 Zuschauer       | 1400 Zuschauer       | 42 : 31 |
| Spono Eagles Hodel 16                             | Fana IL Berg 18                             | 15.10.2022 14:00 Uhr | 16.10.2022 17:00 Uhr | 52 : 64 |
| Spono Eagles Hodel 16                             | Fana IL Berg 18                             | 21 : 36 (11 : 18)    | 31 : 28 (18 : 18)    | 52 : 64 |
| Spono Eagles Hodel 16                             | Fana IL Berg 18                             | 442 Zuschauer        | 407 Zuschauer        | 52 : 64 |
| LC Brühl Handball Wolff 14                        | DHC Plzeň Galušková 17                      | 08.10.2022 17:00 Uhr | 09.10.2022 14:00 Uhr | 58 : 52 |
| LC Brühl Handball Wolff 14                        | DHC Plzeň Galušková 17                      | 30 : 27 (17 : 16)    | 28 : 25 (15 : 11)    | 58 : 52 |
| LC Brühl Handball Wolff 14                        | DHC Plzeň Galušková 17                      | 266 Zuschauer        | 236 Zuschauer        | 58 : 52 |
| RK Dalmatinka Ploče Barbir 16                     | ŽRK Železničar-Inđija Tabak 19              | 08.10.2022 19:00 Uhr | 16.10.2022 19:00 Uhr | 55 : 61 |
| RK Dalmatinka Ploče Barbir 16                     | ŽRK Železničar-Inđija Tabak 19              | 25 : 32 (14 : 19)    | 30 : 29 (11 : 13)    | 55 : 61 |
| RK Dalmatinka Ploče Barbir 16                     | ŽRK Železničar-Inđija Tabak 19              | 700 Zuschauer        | 450 Zuschauer        | 55 : 61 |

## Runde 3
An der dritten Runde nehmen die neun Sieger der Runde 2 sowie weitere 15, direkt für die Runde 3 qualifizierte Mannschaften teil; die Begegnungen wurden am 18. Oktober 2022 ausgelost. Die Gewinner der im Dezember 2022 ausgetragenen Partien ziehen in die im Januar 2023 beginnende Gruppenphase ein.

### Qualifizierte Teams
| - ES Besançon - Les Neptunes de Nantes - Nykøbing Falster Håndboldklub - Viborg HK - Siófok KC - Mosonmagyaróvári KC SE - Praktiker-Vac - MKS Zagłębie Lubin - ŽRK Podravka Koprivnica - ŽRK Železničar-Inđija - H 65 Höör - IK Sävehof | - Sola HK - Fana IL - Rocasa Gran Canaria - Super Amara Bera Bera - Thüringer HC - Borussia Dortmund - Buxtehuder SV - VfL Oldenburg - LC Brühl Handball - SCM Râmnicu Vâlcea - CS Măgura Cisnădie - SCM Gloria Buzău |

### Ausgeloste Spiele und Ergebnisse
| Mannschaft 1                                  | Mannschaft 2                                       | Hinspiel             | Rückspiel            | Gesamt  |
| --------------------------------------------- | -------------------------------------------------- | -------------------- | -------------------- | ------- |
| H 65 Höör Tollbring, Skretting, Gullberg je 7 | SCM Râmnicu Vâlcea Hlibko, Elghaoui je 12          | 04.12.2022 16:00 Uhr | 11.12.2022 16:00 Uhr | 48 : 63 |
| H 65 Höör Tollbring, Skretting, Gullberg je 7 | SCM Râmnicu Vâlcea Hlibko, Elghaoui je 12          | 24 : 31 (12 : 12)    | 24 : 32 (12 : 12)    | 48 : 63 |
| H 65 Höör Tollbring, Skretting, Gullberg je 7 | SCM Râmnicu Vâlcea Hlibko, Elghaoui je 12          | 300 Zuschauer        | 1500 Zuschauer       | 48 : 63 |
| Siófok KC Milosavljević, Mavsar je 12         | CS Măgura Cisnădie Neagu 13                        | 03.12.2022 16:00 Uhr | 10.12.2022 14:00 Uhr | 61 : 52 |
| Siófok KC Milosavljević, Mavsar je 12         | CS Măgura Cisnădie Neagu 13                        | 33 : 24 (16 : 13)    | 28 : 28 (16 : 14)    | 61 : 52 |
| Siófok KC Milosavljević, Mavsar je 12         | CS Măgura Cisnădie Neagu 13                        | 400 Zuschauer        | 400 Zuschauer        | 61 : 52 |
| Nykøbing Falster Håndboldklub Svele 9         | Viborg HK Rivas Toft 8                             | 03.12.2022 14:00 Uhr | 10.12.2022 14:00 Uhr | 64 : 51 |
| Nykøbing Falster Håndboldklub Svele 9         | Viborg HK Rivas Toft 8                             | 34 : 21 (15 : 08)    | 30 : 30 (14 : 17)    | 64 : 51 |
| Nykøbing Falster Håndboldklub Svele 9         | Viborg HK Rivas Toft 8                             | - Zuschauer          | 756 Zuschauer        | 64 : 51 |
| Mosonmagyaróvári KC SE E. Tóth 11             | SCM Gloria Buzău Iljina, Iuganu je 10              | 04.12.2022 18:00 Uhr | 11.12.2022 17:00 Uhr | 52 : 51 |
| Mosonmagyaróvári KC SE E. Tóth 11             | SCM Gloria Buzău Iljina, Iuganu je 10              | 29 : 26 (16 : 12)    | 23 : 25 (13 : 15)    | 52 : 51 |
| Mosonmagyaróvári KC SE E. Tóth 11             | SCM Gloria Buzău Iljina, Iuganu je 10              | 1000 Zuschauer       | 2100 Zuschauer       | 52 : 51 |
| MKS Zagłębie Lubin Galińska, Drabik je 10     | ŽRK Podravka Koprivnica Barišić 12                 | 04.12.2022 17:00 Uhr | 09.12.2022 18:00 Uhr | 48 : 50 |
| MKS Zagłębie Lubin Galińska, Drabik je 10     | ŽRK Podravka Koprivnica Barišić 12                 | 24 : 24 (12 : 09)    | 24 : 26 (12 : 08)    | 48 : 50 |
| MKS Zagłębie Lubin Galińska, Drabik je 10     | ŽRK Podravka Koprivnica Barišić 12                 | 2100 Zuschauer       | 400 Zuschauer        | 48 : 50 |
| IK Sävehof Rosell 14                          | Thüringer HC Hendrikse 13                          | 04.12.2022 20:30 Uhr | 11.12.2022 14:00 Uhr | 52 : 65 |
| IK Sävehof Rosell 14                          | Thüringer HC Hendrikse 13                          | 22 : 30 (14 : 15)    | 30 : 35 (15 : 16)    | 52 : 65 |
| IK Sävehof Rosell 14                          | Thüringer HC Hendrikse 13                          | 635 Zuschauer        | 1002 Zuschauer       | 52 : 65 |
| Rocasa Gran Canaria Mangué 14                 | Sola HK Novak, Magnussen je 16                     | 04.12.2022 13:30 Uhr | 11.12.2022 18:00 Uhr | 57 : 66 |
| Rocasa Gran Canaria Mangué 14                 | Sola HK Novak, Magnussen je 16                     | 29 : 32 (13 : 17)    | 28 : 34 (12 : 14)    | 57 : 66 |
| Rocasa Gran Canaria Mangué 14                 | Sola HK Novak, Magnussen je 16                     | 200 Zuschauer        | 407 Zuschauer        | 57 : 66 |
| Borussia Dortmund Ossenkopp 15                | ŽRK Železničar-Inđija Obrenović 12                 | 03.12.2022 12:00 Uhr | 04.12.2022 11:00 Uhr | 74 : 37 |
| Borussia Dortmund Ossenkopp 15                | ŽRK Železničar-Inđija Obrenović 12                 | 43 : 22 (24 : 11)    | 31 : 15 (19 : 06)    | 74 : 37 |
| Borussia Dortmund Ossenkopp 15                | ŽRK Železničar-Inđija Obrenović 12                 | 250 Zuschauer        | 250 Zuschauer        | 74 : 37 |
| Fana IL Berg 15                               | Buxtehuder SV Dölle 16                             | 03.12.2022 16:00 Uhr | 10.12.2022 19:30 Uhr | 51 : 46 |
| Fana IL Berg 15                               | Buxtehuder SV Dölle 16                             | 28 : 21 (11 : 13)    | 23 : 25 (14 : 13)    | 51 : 46 |
| Fana IL Berg 15                               | Buxtehuder SV Dölle 16                             | 401 Zuschauer        | 620 Zuschauer        | 51 : 46 |
| ES Besançon Zazaï 14                          | Super Amara Bera Bera Arcos 14                     | 03.12.2022 20:00 Uhr | 11.12.2022 12:10 Uhr | 59 : 53 |
| ES Besançon Zazaï 14                          | Super Amara Bera Bera Arcos 14                     | 32 : 29 (17 : 13)    | 27 : 24 (15 : 15)    | 59 : 53 |
| ES Besançon Zazaï 14                          | Super Amara Bera Bera Arcos 14                     | 2200 Zuschauer       | 1850 Zuschauer       | 59 : 53 |
| VfL Oldenburg Carstensen 12                   | Les Neptunes de Nantes Finstad Bergum, Ahanda je 9 | 03.12.2022 16:30 Uhr | 10.12.2022 20:00 Uhr | 51 : 69 |
| VfL Oldenburg Carstensen 12                   | Les Neptunes de Nantes Finstad Bergum, Ahanda je 9 | 27 : 34 (12 : 15)    | 24 : 35 (10 : 19)    | 51 : 69 |
| VfL Oldenburg Carstensen 12                   | Les Neptunes de Nantes Finstad Bergum, Ahanda je 9 | 745 Zuschauer        | 951 Zuschauer        | 51 : 69 |
| Praktiker-Vac Kuczora 11                      | LC Brühl Handball Schmid 12                        | 03.12.2022 14:00 Uhr | 04.12.2022 14:00 Uhr | 68 : 55 |
| Praktiker-Vac Kuczora 11                      | LC Brühl Handball Schmid 12                        | 30 : 26 (16 : 13)    | 38 : 29 (18 : 12)    | 68 : 55 |
| Praktiker-Vac Kuczora 11                      | LC Brühl Handball Schmid 12                        | 470 Zuschauer        | 641 Zuschauer        | 68 : 55 |

## Gruppenphase
In der im Januar 2023 startenden Gruppenphase starten die zwölf Gewinner der 3. Runde sowie die vier gesetzten Mannschaften Ikast Håndbold, Debreceni VSC Schaeffler, Paris 92 und Molde Elite.

### Gruppe A
| Pl. | Verein            | Sp. | S | U | N | Tore      | Diff. | Punkte |
| --- | ----------------- | --- | - | - | - | --------- | ----- | ------ |
| 1.  | Borussia Dortmund | 6   | 5 | 0 | 1 | 0176:1540 | +22   | 010:20 |
| 2.  | Siófok KC         | 6   | 4 | 0 | 2 | 0153:1490 | +4    | 08:40  |
| 3.  | ESBF Besançon     | 6   | 3 | 0 | 3 | 0172:1630 | +9    | 06:60  |
| 4.  | Molde Elite       | 6   | 0 | 0 | 6 | 0168:2030 | −35   | 00:120 |

|  | Qualifikationsplatz für das Viertelfinale |

| 8. Januar 2023 14:00 Uhr | Borussia Dortmund                   | 33:32   | Molde Elite                | Westpress Arena, Hamm Zuschauer: 545 Schiedsrichter: Linster, Rauchs |
| 8. Januar 2023 14:00 Uhr | meiste Tore: Olsson, Bleckmann je 6 | (19:15) | meiste Tore: M. Obaidli 16 | Westpress Arena, Hamm Zuschauer: 545 Schiedsrichter: Linster, Rauchs |
| 8. Januar 2023 14:00 Uhr | Spielbericht                        |         |                            | Westpress Arena, Hamm Zuschauer: 545 Schiedsrichter: Linster, Rauchs |

| 8. Januar 2023 18:00 Uhr | ESBF Besançon                   | 30:21  | Siófok KC                      | Palais des sports Ghani-Yalouz, Besançon Zuschauer: 2800 Schiedsrichter: Laron, Lindenbaum |
| 8. Januar 2023 18:00 Uhr | meiste Tore: Mairot, Zazaï je 5 | (15:9) | meiste Tore: Mavsar, Papp je 5 | Palais des sports Ghani-Yalouz, Besançon Zuschauer: 2800 Schiedsrichter: Laron, Lindenbaum |
| 8. Januar 2023 18:00 Uhr | Spielbericht                    |        |                                | Palais des sports Ghani-Yalouz, Besançon Zuschauer: 2800 Schiedsrichter: Laron, Lindenbaum |

| 14. Januar 2023 20:00 Uhr | Molde Elite                         | 29:41   | ESBF Besançon                   | Molde Arena, Molde Zuschauer: 1700 Schiedsrichter: Makejev, Härgin |
| 14. Januar 2023 20:00 Uhr | meiste Tore: M. Obaidli, Deila je 6 | (15:17) | meiste Tore: Mairot, Nosek je 7 | Molde Arena, Molde Zuschauer: 1700 Schiedsrichter: Makejev, Härgin |
| 14. Januar 2023 20:00 Uhr | Spielbericht                        |         |                                 | Molde Arena, Molde Zuschauer: 1700 Schiedsrichter: Makejev, Härgin |

| 15. Januar 2023 14:00 Uhr | Siófok KC              | 27:24   | Borussia Dortmund     | Kiss Szilárd Sportcsarnok, Siófok Zuschauer: 800 Schiedsrichter: Şimşek, Ünlü Hatipoğlu |
| 15. Januar 2023 14:00 Uhr | meiste Tore: Mavsar 10 | (13:11) | meiste Tore: Olsson 8 | Kiss Szilárd Sportcsarnok, Siófok Zuschauer: 800 Schiedsrichter: Şimşek, Ünlü Hatipoğlu |
| 15. Januar 2023 14:00 Uhr | Spielbericht           |         |                       | Kiss Szilárd Sportcsarnok, Siófok Zuschauer: 800 Schiedsrichter: Şimşek, Ünlü Hatipoğlu |

| 21. Januar 2023 16:00 Uhr | ESBF Besançon         | 27:30   | Borussia Dortmund        | Palais des sports Ghani-Yalouz, Besançon Zuschauer: 1900 Schiedsrichter: Mikelić, Parađina |
| 21. Januar 2023 16:00 Uhr | meiste Tore: Zazaï 10 | (12:16) | meiste Tore: Ossenkopp 7 | Palais des sports Ghani-Yalouz, Besançon Zuschauer: 1900 Schiedsrichter: Mikelić, Parađina |
| 21. Januar 2023 16:00 Uhr | Spielbericht          |         |                          | Palais des sports Ghani-Yalouz, Besançon Zuschauer: 1900 Schiedsrichter: Mikelić, Parađina |

| 21. Januar 2023 16:00 Uhr | Siófok KC           | 30:22   | Molde Elite                       | Kiss Szilárd Sportcsarnok, Siófok Zuschauer: 870 Schiedsrichter: Bozhinovski, Nachevski |
| 21. Januar 2023 16:00 Uhr | meiste Tore: Papp 9 | (13:12) | meiste Tore: Øyerhamn, Nypan je 4 | Kiss Szilárd Sportcsarnok, Siófok Zuschauer: 870 Schiedsrichter: Bozhinovski, Nachevski |
| 21. Januar 2023 16:00 Uhr | Spielbericht        |         |                                   | Kiss Szilárd Sportcsarnok, Siófok Zuschauer: 870 Schiedsrichter: Bozhinovski, Nachevski |

| 5. Februar 2023 14:00 Uhr | Borussia Dortmund       | 31:21  | ESBF Besançon          | Westpress Arena, Hamm Zuschauer: 650 Schiedsrichter: Kaluđerović, Vujačić |
| 5. Februar 2023 14:00 Uhr | meiste Tore: Hausherr 6 | (16:8) | meiste Tore: Aoustin 7 | Westpress Arena, Hamm Zuschauer: 650 Schiedsrichter: Kaluđerović, Vujačić |
| 5. Februar 2023 14:00 Uhr | Spielbericht            |        |                        | Westpress Arena, Hamm Zuschauer: 650 Schiedsrichter: Kaluđerović, Vujačić |

| 5. Februar 2023 16:00 Uhr | Molde Elite          | 29:32   | Siófok KC           | Molde Arena, Molde Zuschauer: 373 Schiedsrichter: Weijmans, Wolbertus |
| 5. Februar 2023 16:00 Uhr | meiste Tore: Deila 7 | (14:20) | meiste Tore: Papp 7 | Molde Arena, Molde Zuschauer: 373 Schiedsrichter: Weijmans, Wolbertus |
| 5. Februar 2023 16:00 Uhr | Spielbericht         |         |                     | Molde Arena, Molde Zuschauer: 373 Schiedsrichter: Weijmans, Wolbertus |

| 11. Februar 2023 16:00 Uhr | Molde Elite          | 24:32  | Borussia Dortmund        | Molde Arena, Molde Zuschauer: 600 Schiedsrichter: Fält, Holm |
| 11. Februar 2023 16:00 Uhr | meiste Tore: Deila 4 | (8:17) | meiste Tore: Bleckmann 8 | Molde Arena, Molde Zuschauer: 600 Schiedsrichter: Fält, Holm |
| 11. Februar 2023 16:00 Uhr | Spielbericht         |        |                          | Molde Arena, Molde Zuschauer: 600 Schiedsrichter: Fält, Holm |

| 11. Februar 2023 20:00 Uhr | Siófok KC           | 20:18  | ESBF Besançon        | Kiss Szilárd Sportcsarnok, Siófok Zuschauer: 1050 Schiedsrichter: Lovin, Stancu |
| 11. Februar 2023 20:00 Uhr | meiste Tore: Papp 6 | (12:9) | meiste Tore: Zazaï 4 | Kiss Szilárd Sportcsarnok, Siófok Zuschauer: 1050 Schiedsrichter: Lovin, Stancu |
| 11. Februar 2023 20:00 Uhr | Spielbericht        |        |                      | Kiss Szilárd Sportcsarnok, Siófok Zuschauer: 1050 Schiedsrichter: Lovin, Stancu |

| 18. Februar 2023 16:00 Uhr | ESBF Besançon         | 35:32   | Molde Elite               | Palais des sports Ghani-Yalouz, Besançon Zuschauer: 1900 Schiedsrichter: Lesiak, Lidacka |
| 18. Februar 2023 16:00 Uhr | meiste Tore: Mairot 8 | (18:17) | meiste Tore: S. Obaidli 6 | Palais des sports Ghani-Yalouz, Besançon Zuschauer: 1900 Schiedsrichter: Lesiak, Lidacka |
| 18. Februar 2023 16:00 Uhr | Spielbericht          |         |                           | Palais des sports Ghani-Yalouz, Besançon Zuschauer: 1900 Schiedsrichter: Lesiak, Lidacka |

| 19. Februar 2023 14:00 Uhr | Borussia Dortmund        | 26:23   | Siófok KC             | Westfalenhallen, Dortmund Zuschauer: 11112 Schiedsrichter: Balvan, Praštalo |
| 19. Februar 2023 14:00 Uhr | meiste Tore: Ossenkopp 7 | (10:10) | meiste Tore: Kajdon 5 | Westfalenhallen, Dortmund Zuschauer: 11112 Schiedsrichter: Balvan, Praštalo |
| 19. Februar 2023 14:00 Uhr | Spielbericht             |         |                       | Westfalenhallen, Dortmund Zuschauer: 11112 Schiedsrichter: Balvan, Praštalo |

### Gruppe B
| Pl. | Verein                 | Sp. | S | U | N | Tore      | Diff. | Punkte |
| --- | ---------------------- | --- | - | - | - | --------- | ----- | ------ |
| 1.  | Ikast Håndbold         | 6   | 6 | 0 | 0 | 0189:1470 | +42   | 012:00 |
| 2.  | Les Neptunes de Nantes | 6   | 3 | 0 | 3 | 0174:1730 | +1    | 06:60  |
| 3.  | Mosonmagyaróvári KC SE | 6   | 2 | 0 | 4 | 0174:1850 | −11   | 04:80  |
| 4.  | Fana IL                | 6   | 1 | 0 | 5 | 0152:1840 | −32   | 02:100 |

|  | Qualifikationsplatz für das Viertelfinale |

| 8. Januar 2023 14:00 Uhr | Ikast Håndbold        | 30:20   | Les Neptunes de Nantes | IBF Arena, Ikast Zuschauer: 1159 Schiedsrichter: Altmár, Horváth |
| 8. Januar 2023 14:00 Uhr | meiste Tore: Bakkerud | (15:10) | meiste Tore: Hagman 7  | IBF Arena, Ikast Zuschauer: 1159 Schiedsrichter: Altmár, Horváth |
| 8. Januar 2023 14:00 Uhr | Spielbericht          |         |                        | IBF Arena, Ikast Zuschauer: 1159 Schiedsrichter: Altmár, Horváth |

| 8. Januar 2023 16:00 Uhr | Mosonmagyaróvári KC SE  | 35:29   | Fana IL              | UFM Aréna, Mosonmagyaróvár Zuschauer: 950 Schiedsrichter: Sando Kovačević, Jakovljević |
| 8. Januar 2023 16:00 Uhr | meiste Tore: Stranigg 7 | (18:16) | meiste Tore: Hatle 7 | UFM Aréna, Mosonmagyaróvár Zuschauer: 950 Schiedsrichter: Sando Kovačević, Jakovljević |
| 8. Januar 2023 16:00 Uhr | Spielbericht            |         |                      | UFM Aréna, Mosonmagyaróvár Zuschauer: 950 Schiedsrichter: Sando Kovačević, Jakovljević |

| 14. Januar 2023 20:00 Uhr | Les Neptunes de Nantes | 36:29   | Mosonmagyaróvári KC SE | Complexe Sportif Mangin-Beaulieu, Nantes Zuschauer: 1210 Schiedsrichter: Scholz, Martens |
| 14. Januar 2023 20:00 Uhr | meiste Tore: Hagman 8  | (18:15) | meiste Tore: Lancz 10  | Complexe Sportif Mangin-Beaulieu, Nantes Zuschauer: 1210 Schiedsrichter: Scholz, Martens |
| 14. Januar 2023 20:00 Uhr | Spielbericht           |         |                        | Complexe Sportif Mangin-Beaulieu, Nantes Zuschauer: 1210 Schiedsrichter: Scholz, Martens |

| 15. Januar 2023 16:00 Uhr | Fana IL                | 24:35   | Ikast Håndbold           | Fana Arena, Bergen Zuschauer: 923 Schiedsrichter: Kinnari, Skogberg |
| 15. Januar 2023 16:00 Uhr | meiste Tore: Solstad 7 | (15:15) | meiste Tore: Mortensen 7 | Fana Arena, Bergen Zuschauer: 923 Schiedsrichter: Kinnari, Skogberg |
| 15. Januar 2023 16:00 Uhr | Spielbericht           |         |                          | Fana Arena, Bergen Zuschauer: 923 Schiedsrichter: Kinnari, Skogberg |

| 21. Januar 2023 20:00 Uhr | Mosonmagyaróvári KC SE | 26:34   | Ikast Håndbold           | UFM Aréna, Mosonmagyaróvár Zuschauer: 1006 Schiedsrichter: Fahner, Kubis |
| 21. Januar 2023 20:00 Uhr | meiste Tore: Tóth 7    | (13:15) | meiste Tore: Scaglione 7 | UFM Aréna, Mosonmagyaróvár Zuschauer: 1006 Schiedsrichter: Fahner, Kubis |
| 21. Januar 2023 20:00 Uhr | Spielbericht           |         |                          | UFM Aréna, Mosonmagyaróvár Zuschauer: 1006 Schiedsrichter: Fahner, Kubis |

| 21. Januar 2023 20:00 Uhr | Fana IL              | 30:28   | Les Neptunes de Nantes | Fana Arena, Bergen Zuschauer: 650 Schiedsrichter: Ivanauskas, Jancevičius |
| 21. Januar 2023 20:00 Uhr | meiste Tore: Hatle 7 | (13:17) | meiste Tore: Hagman 8  | Fana Arena, Bergen Zuschauer: 650 Schiedsrichter: Ivanauskas, Jancevičius |
| 21. Januar 2023 20:00 Uhr | Spielbericht         |         |                        | Fana Arena, Bergen Zuschauer: 650 Schiedsrichter: Ivanauskas, Jancevičius |

| 5. Februar 2023 14:00 Uhr | Les Neptunes de Nantes | 29:23   | Fana IL              | Complexe Sportif Mangin-Beaulieu, Nantes Zuschauer: 1122 Schiedsrichter: Iliescu, Manea |
| 5. Februar 2023 14:00 Uhr | meiste Tore: Hagman 6  | (14:12) | meiste Tore: Berg 11 | Complexe Sportif Mangin-Beaulieu, Nantes Zuschauer: 1122 Schiedsrichter: Iliescu, Manea |
| 5. Februar 2023 14:00 Uhr | Spielbericht           |         |                      | Complexe Sportif Mangin-Beaulieu, Nantes Zuschauer: 1122 Schiedsrichter: Iliescu, Manea |

| 5. Februar 2023 18:00 Uhr | Ikast Håndbold          | 28:26   | Mosonmagyaróvári KC SE | IBF Arena, Ikast Zuschauer: 1050 Schiedsrichter: Sîrbu, Serdiuc |
| 5. Februar 2023 18:00 Uhr | meiste Tore: Bakkerud 6 | (15:13) | meiste Tore: N. Tóth 7 | IBF Arena, Ikast Zuschauer: 1050 Schiedsrichter: Sîrbu, Serdiuc |
| 5. Februar 2023 18:00 Uhr | Spielbericht            |         |                        | IBF Arena, Ikast Zuschauer: 1050 Schiedsrichter: Sîrbu, Serdiuc |

| 12. Februar 2023 18:00 Uhr | Fana IL                | 25:28  | Mosonmagyaróvári KC SE | Fana Arena, Bergen Zuschauer: 698 Schiedsrichter: C. Hannes, D. Hannes |
| 12. Februar 2023 18:00 Uhr | meiste Tore: Solstad 7 | (9:14) | meiste Tore: Lancz 7   | Fana Arena, Bergen Zuschauer: 698 Schiedsrichter: C. Hannes, D. Hannes |
| 12. Februar 2023 18:00 Uhr | Spielbericht           |        |                        | Fana Arena, Bergen Zuschauer: 698 Schiedsrichter: C. Hannes, D. Hannes |

| 12. Februar 2023 18:00 Uhr | Les Neptunes de Nantes   | 28:33   | Ikast Håndbold       | Complexe Sportif Mangin-Beaulieu, Nantes Zuschauer: 1492 Schiedsrichter: Pobedryna, Duplyj |
| 12. Februar 2023 18:00 Uhr | meiste Tore: Grandveau 8 | (15:16) | meiste Tore: Friis 8 | Complexe Sportif Mangin-Beaulieu, Nantes Zuschauer: 1492 Schiedsrichter: Pobedryna, Duplyj |
| 12. Februar 2023 18:00 Uhr | Spielbericht             |         |                      | Complexe Sportif Mangin-Beaulieu, Nantes Zuschauer: 1492 Schiedsrichter: Pobedryna, Duplyj |

| 18. Februar 2023 18:00 Uhr | Ikast Håndbold           | 29:23  | Fana IL                   | IBF Arena, Ikast Zuschauer: 869 Schiedsrichter: Pagh, Thygesen |
| 18. Februar 2023 18:00 Uhr | meiste Tore: Scaglione 6 | (11:9) | meiste Tore: Gabrielsen 6 | IBF Arena, Ikast Zuschauer: 869 Schiedsrichter: Pagh, Thygesen |
| 18. Februar 2023 18:00 Uhr | Spielbericht             |        |                           | IBF Arena, Ikast Zuschauer: 869 Schiedsrichter: Pagh, Thygesen |

| 19. Februar 2023 16:00 Uhr | Mosonmagyaróvári KC SE                            | 30:33   | Les Neptunes de Nantes              | UFM Aréna, Mosonmagyaróvár Zuschauer: 1006 Schiedsrichter: Vujačić, Kažanegra |
| 19. Februar 2023 16:00 Uhr | meiste Tore: Lancz, Patricia Kovacs, G. Tóth je 5 | (15:17) | meiste Tore: Hagman, Grandveau je 8 | UFM Aréna, Mosonmagyaróvár Zuschauer: 1006 Schiedsrichter: Vujačić, Kažanegra |
| 19. Februar 2023 16:00 Uhr | Spielbericht                                      |         |                                     | UFM Aréna, Mosonmagyaróvár Zuschauer: 1006 Schiedsrichter: Vujačić, Kažanegra |

### Gruppe C
| Pl. | Verein                        | Sp. | S | U | N | Tore      | Diff. | Punkte |
| --- | ----------------------------- | --- | - | - | - | --------- | ----- | ------ |
| 1.  | Nykøbing Falster Håndboldklub | 6   | 4 | 0 | 2 | 0172:1510 | +21   | 08:40  |
| 2.  | Sola HK                       | 6   | 4 | 0 | 2 | 0171:1560 | +15   | 08:40  |
| 3.  | Debreceni Vasutas SC          | 6   | 4 | 0 | 2 | 0158:1630 | −5    | 08:40  |
| 4.  | ŽRK Podravka Koprivnica       | 6   | 0 | 0 | 6 | 0150:1810 | −31   | 00:120 |

|  | Qualifikationsplatz für das Viertelfinale |

| 7. Januar 2023 20:00 Uhr | Debreceni Vasutas SC              | 28:27   | Nykøbing Falster Håndboldklub | Hódos Imre Sportcsarnok, Debrecen Zuschauer: 1800 Schiedsrichter: Lesiak, Lidacka |
| 7. Januar 2023 20:00 Uhr | meiste Tore: Planéta, Kácsor je 7 | (10:11) | meiste Tore: Svele 6          | Hódos Imre Sportcsarnok, Debrecen Zuschauer: 1800 Schiedsrichter: Lesiak, Lidacka |
| 7. Januar 2023 20:00 Uhr | Spielbericht                      |         |                               | Hódos Imre Sportcsarnok, Debrecen Zuschauer: 1800 Schiedsrichter: Lesiak, Lidacka |

| 8. Januar 2023 18:00 Uhr | Sola HK              | 35:29   | ŽRK Podravka Koprivnica | Stavanger Idrettshall, Stavanger Zuschauer: 1123 Schiedsrichter: P. Geraets, R. Geraets |
| 8. Januar 2023 18:00 Uhr | meiste Tore: Novak 7 | (23:14) | meiste Tore: Pandza 7   | Stavanger Idrettshall, Stavanger Zuschauer: 1123 Schiedsrichter: P. Geraets, R. Geraets |
| 8. Januar 2023 18:00 Uhr | Spielbericht         |         |                         | Stavanger Idrettshall, Stavanger Zuschauer: 1123 Schiedsrichter: P. Geraets, R. Geraets |

| 14. Januar 2023 16:00 Uhr | Nykøbing Falster Håndboldklub | 26:28   | Sola HK              | Arena Næstved, Næstved Zuschauer: 1488 Schiedsrichter: Þrastarson, Pétursson |
| 14. Januar 2023 16:00 Uhr | meiste Tore: Halilcevic 6     | (13:12) | meiste Tore: Novak 6 | Arena Næstved, Næstved Zuschauer: 1488 Schiedsrichter: Þrastarson, Pétursson |
| 14. Januar 2023 16:00 Uhr | Spielbericht                  |         |                      | Arena Næstved, Næstved Zuschauer: 1488 Schiedsrichter: Þrastarson, Pétursson |

| 15. Januar 2023 16:00 Uhr | ŽRK Podravka Koprivnica                      | 20:26  | Debreceni Vasutas SC   | Školsko sportska dvorana Josip Samaržija - Bepo, Koprivnica Zuschauer: 1500 Schiedsrichter: C. Hannes, D. Hannes |
| 15. Januar 2023 16:00 Uhr | meiste Tore: L. Kalaus, Pandza, Šenvald je 3 | (7:11) | meiste Tore: Töpfner 7 | Školsko sportska dvorana Josip Samaržija - Bepo, Koprivnica Zuschauer: 1500 Schiedsrichter: C. Hannes, D. Hannes |
| 15. Januar 2023 16:00 Uhr | Spielbericht                                 |        |                        | Školsko sportska dvorana Josip Samaržija - Bepo, Koprivnica Zuschauer: 1500 Schiedsrichter: C. Hannes, D. Hannes |

| 22. Januar 2023 14:00 Uhr | Nykøbing Falster Håndboldklub   | 28:23   | ŽRK Podravka Koprivnica  | Arena Næstved, Næstved Zuschauer: 1950 Schiedsrichter: Canbro, Kliko |
| 22. Januar 2023 14:00 Uhr | meiste Tore: Wulff, Flader je 5 | (12:10) | meiste Tore: L. Kalaus 7 | Arena Næstved, Næstved Zuschauer: 1950 Schiedsrichter: Canbro, Kliko |
| 22. Januar 2023 14:00 Uhr | Spielbericht                    |         |                          | Arena Næstved, Næstved Zuschauer: 1950 Schiedsrichter: Canbro, Kliko |

| 22. Januar 2023 18:00 Uhr | Sola HK                          | 30:25   | Debreceni Vasutas SC   | Stavanger Idrettshall, Stavanger Zuschauer: 1003 Schiedsrichter: Bogdanovs, Čerņavskis |
| 22. Januar 2023 18:00 Uhr | meiste Tore: Tveiten, Deila je 7 | (19:13) | meiste Tore: Planéta 5 | Stavanger Idrettshall, Stavanger Zuschauer: 1003 Schiedsrichter: Bogdanovs, Čerņavskis |
| 22. Januar 2023 18:00 Uhr | Spielbericht                     |         |                        | Stavanger Idrettshall, Stavanger Zuschauer: 1003 Schiedsrichter: Bogdanovs, Čerņavskis |

| 4. Februar 2023 20:00 Uhr | Debreceni Vasutas SC                           | 25:21   | Sola HK                          | Hódos Imre Sportcsarnok, Debrecen Zuschauer: 2100 Schiedsrichter: Şimşek, Ünlü Hatipoğlu |
| 4. Februar 2023 20:00 Uhr | meiste Tore: Hámori, Füzi-Tóvizi, Töpfner je 4 | (13:13) | meiste Tore: 4 Spielerinnen je 4 | Hódos Imre Sportcsarnok, Debrecen Zuschauer: 2100 Schiedsrichter: Şimşek, Ünlü Hatipoğlu |
| 4. Februar 2023 20:00 Uhr | Spielbericht                                   |         |                                  | Hódos Imre Sportcsarnok, Debrecen Zuschauer: 2100 Schiedsrichter: Şimşek, Ünlü Hatipoğlu |

| 5. Februar 2023 14:00 Uhr | ŽRK Podravka Koprivnica | 24:29   | Nykøbing Falster Håndboldklub | Školsko sportska dvorana Josip Samaržija - Bepo, Koprivnica Zuschauer: 500 Schiedsrichter: Di Domenico, Fornasier |
| 5. Februar 2023 14:00 Uhr | meiste Tore: Kalaus 7   | (11:16) | meiste Tore: Halilcevic 8     | Školsko sportska dvorana Josip Samaržija - Bepo, Koprivnica Zuschauer: 500 Schiedsrichter: Di Domenico, Fornasier |
| 5. Februar 2023 14:00 Uhr | Spielbericht            |         |                               | Školsko sportska dvorana Josip Samaržija - Bepo, Koprivnica Zuschauer: 500 Schiedsrichter: Di Domenico, Fornasier |

| 11. Februar 2023 16:00 Uhr | Nykøbing Falster Håndboldklub | 34:22   | Debreceni Vasutas SC  | Maribo Hallerne, Maribo Zuschauer: 747 Schiedsrichter: Doychinow, Goretsow |
| 11. Februar 2023 16:00 Uhr | meiste Tore: Halilcevic 10    | (14:10) | meiste Tore: Kácsor 8 | Maribo Hallerne, Maribo Zuschauer: 747 Schiedsrichter: Doychinow, Goretsow |
| 11. Februar 2023 16:00 Uhr | Spielbericht                  |         |                       | Maribo Hallerne, Maribo Zuschauer: 747 Schiedsrichter: Doychinow, Goretsow |

| 12. Februar 2023 14:00 Uhr | ŽRK Podravka Koprivnica | 23:31   | Sola HK              | Školsko sportska dvorana Josip Samaržija - Bepo, Koprivnica Zuschauer: 500 Schiedsrichter: Vauchez, Picard |
| 12. Februar 2023 14:00 Uhr | meiste Tore: Barišić 10 | (12:10) | meiste Tore: Deila 7 | Školsko sportska dvorana Josip Samaržija - Bepo, Koprivnica Zuschauer: 500 Schiedsrichter: Vauchez, Picard |
| 12. Februar 2023 14:00 Uhr | Spielbericht            |         |                      | Školsko sportska dvorana Josip Samaržija - Bepo, Koprivnica Zuschauer: 500 Schiedsrichter: Vauchez, Picard |

| 19. Februar 2023 16:00 Uhr | Sola HK              | 26:28   | Nykøbing Falster Håndboldklub      | Stavanger Idrettshall, Stavanger Zuschauer: 873 Schiedsrichter: Ivanauskas, Jencevičius |
| 19. Februar 2023 16:00 Uhr | meiste Tore: Deila 8 | (16:17) | meiste Tore: Mikkelsen, Svele je 6 | Stavanger Idrettshall, Stavanger Zuschauer: 873 Schiedsrichter: Ivanauskas, Jencevičius |
| 19. Februar 2023 16:00 Uhr | Spielbericht         |         |                                    | Stavanger Idrettshall, Stavanger Zuschauer: 873 Schiedsrichter: Ivanauskas, Jencevičius |

| 19. Februar 2023 18:00 Uhr | Debreceni Vasutas SC  | 32:31   | ŽRK Podravka Koprivnica          | Hódos Imre Sportcsarnok, Debrecen Zuschauer: 1800 Schiedsrichter: Kijauskaitė, Žalienė |
| 19. Februar 2023 18:00 Uhr | meiste Tore: Kácsor 9 | (19:15) | meiste Tore: 4 Spielerinnen je 5 | Hódos Imre Sportcsarnok, Debrecen Zuschauer: 1800 Schiedsrichter: Kijauskaitė, Žalienė |
| 19. Februar 2023 18:00 Uhr | Spielbericht          |         |                                  | Hódos Imre Sportcsarnok, Debrecen Zuschauer: 1800 Schiedsrichter: Kijauskaitė, Žalienė |

### Gruppe D
| Pl. | Verein             | Sp. | S | U | N | Tore      | Diff. | Punkte |
| --- | ------------------ | --- | - | - | - | --------- | ----- | ------ |
| 1.  | Thüringer HC       | 6   | 4 | 1 | 1 | 0188:1620 | +26   | 09:30  |
| 2.  | SCM Râmnicu Vâlcea | 6   | 3 | 1 | 2 | 0183:1780 | +5    | 07:50  |
| 3.  | Paris 92           | 6   | 3 | 0 | 3 | 0154:1560 | −2    | 06:60  |
| 4.  | Praktiker-Vác      | 6   | 1 | 0 | 5 | 0156:1850 | −29   | 02:100 |

|  | Qualifikationsplatz für das Viertelfinale |

| 7. Januar 2023 16:00 Uhr | Thüringer HC        | 28:24   | Paris 92                         | Salza-Halle, Bad Langensalza Zuschauer: 1500 Schiedsrichter: Linster, Rauchs |
| 7. Januar 2023 16:00 Uhr | meiste Tore: Lott 9 | (17:10) | meiste Tore: 6 Spielerinnen je 3 | Salza-Halle, Bad Langensalza Zuschauer: 1500 Schiedsrichter: Linster, Rauchs |
| 7. Januar 2023 16:00 Uhr | Spielbericht        |         |                                  | Salza-Halle, Bad Langensalza Zuschauer: 1500 Schiedsrichter: Linster, Rauchs |

| 8. Januar 2023 14:00 Uhr | SCM Râmnicu Vâlcea                 | 40:30   | Praktiker-Vác           | Sala Sporturilor Traian, Râmnicu Vâlcea Zuschauer: 2000 Schiedsrichter: Jerlecki, Łabuń |
| 8. Januar 2023 14:00 Uhr | meiste Tore: Hlibko, Elghaoui je 9 | (21:18) | meiste Tore: Kuczora 10 | Sala Sporturilor Traian, Râmnicu Vâlcea Zuschauer: 2000 Schiedsrichter: Jerlecki, Łabuń |
| 8. Januar 2023 14:00 Uhr | Spielbericht                       |         |                         | Sala Sporturilor Traian, Râmnicu Vâlcea Zuschauer: 2000 Schiedsrichter: Jerlecki, Łabuń |

| 15. Januar 2023 14:00 Uhr | Paris 92                 | 24:22   | SCM Râmnicu Vâlcea    | Palais des Sports Robert Charpentier, Issy-les-Moulineaux Zuschauer: 600 Schiedsrichter: Kijauskaitė, Žalienė |
| 15. Januar 2023 14:00 Uhr | meiste Tore: Lassource 6 | (10:10) | meiste Tore: Hlibko 6 | Palais des Sports Robert Charpentier, Issy-les-Moulineaux Zuschauer: 600 Schiedsrichter: Kijauskaitė, Žalienė |
| 15. Januar 2023 14:00 Uhr | Spielbericht             |         |                       | Palais des Sports Robert Charpentier, Issy-les-Moulineaux Zuschauer: 600 Schiedsrichter: Kijauskaitė, Žalienė |

| 15. Januar 2023 18:00 Uhr | Praktiker-Vác                        | 28:34   | Thüringer HC                      | Vác Városi Sportcsarnok, Vác Zuschauer: 600 Schiedsrichter: Z. Lončar, D. Lončar |
| 15. Januar 2023 18:00 Uhr | meiste Tore: Marincsák, Kuczora je 8 | (13:21) | meiste Tore: Lundgreen, Frey je 7 | Vác Városi Sportcsarnok, Vác Zuschauer: 600 Schiedsrichter: Z. Lončar, D. Lončar |
| 15. Januar 2023 18:00 Uhr | Spielbericht                         |         |                                   | Vác Városi Sportcsarnok, Vác Zuschauer: 600 Schiedsrichter: Z. Lončar, D. Lončar |

| 22. Januar 2023 16:00 Uhr | Praktiker-Vác          | 27:26   | Paris 92               | Vác Városi Sportcsarnok, Vác Zuschauer: 600 Schiedsrichter: Hofer, Schmidhuber |
| 22. Januar 2023 16:00 Uhr | meiste Tore: Kuczora 9 | (13:11) | meiste Tore: Flippes 9 | Vác Városi Sportcsarnok, Vác Zuschauer: 600 Schiedsrichter: Hofer, Schmidhuber |
| 22. Januar 2023 16:00 Uhr | Spielbericht           |         |                        | Vác Városi Sportcsarnok, Vác Zuschauer: 600 Schiedsrichter: Hofer, Schmidhuber |

| 22. Januar 2023 18:00 Uhr | Thüringer HC        | 38:31   | SCM Râmnicu Vâlcea    | Wiedigsburghalle, Nordhausen Zuschauer: 1200 Schiedsrichter: Nygaard, Pedersen |
| 22. Januar 2023 18:00 Uhr | meiste Tore: Lott 9 | (19:16) | meiste Tore: Hlibko 9 | Wiedigsburghalle, Nordhausen Zuschauer: 1200 Schiedsrichter: Nygaard, Pedersen |
| 22. Januar 2023 18:00 Uhr | Spielbericht        |         |                       | Wiedigsburghalle, Nordhausen Zuschauer: 1200 Schiedsrichter: Nygaard, Pedersen |

| 4. Februar 2023 16:00 Uhr | SCM Râmnicu Vâlcea       | 32:32   | Thüringer HC        | Sala Sporturilor Traian, Râmnicu Vâlcea Zuschauer: 2150 Schiedsrichter: Kulović, Škaljić |
| 4. Februar 2023 16:00 Uhr | meiste Tore: Elghaoui 11 | (16:17) | meiste Tore: Lott 8 | Sala Sporturilor Traian, Râmnicu Vâlcea Zuschauer: 2150 Schiedsrichter: Kulović, Škaljić |
| 4. Februar 2023 16:00 Uhr | Spielbericht             |         |                     | Sala Sporturilor Traian, Râmnicu Vâlcea Zuschauer: 2150 Schiedsrichter: Kulović, Škaljić |

| 4. Februar 2023 18:00 Uhr | Paris 92               | 26:24   | Praktiker-Vác          | Palais des Sports Robert Charpentier, Issy-les-Moulineaux Zuschauer: 1000 Schiedsrichter: Capoccia, Jucker |
| 4. Februar 2023 18:00 Uhr | meiste Tore: Niombla 7 | (12:15) | meiste Tore: Kuczora 9 | Palais des Sports Robert Charpentier, Issy-les-Moulineaux Zuschauer: 1000 Schiedsrichter: Capoccia, Jucker |
| 4. Februar 2023 18:00 Uhr | Spielbericht           |         |                        | Palais des Sports Robert Charpentier, Issy-les-Moulineaux Zuschauer: 1000 Schiedsrichter: Capoccia, Jucker |

| 11. Februar 2023 18:00 Uhr | SCM Râmnicu Vâlcea     | 30:28   | Paris 92                 | Sala Sporturilor Traian, Râmnicu Vâlcea Zuschauer: 2000 Schiedsrichter: Mikelić, Paradina |
| 11. Februar 2023 18:00 Uhr | meiste Tore: Hlibko 10 | (12:12) | meiste Tore: Lassource 7 | Sala Sporturilor Traian, Râmnicu Vâlcea Zuschauer: 2000 Schiedsrichter: Mikelić, Paradina |
| 11. Februar 2023 18:00 Uhr | Spielbericht           |         |                          | Sala Sporturilor Traian, Râmnicu Vâlcea Zuschauer: 2000 Schiedsrichter: Mikelić, Paradina |

| 12. Februar 2023 14:00 Uhr | Thüringer HC                                 | 31:21  | Praktiker-Vác                    | Wiedigsburghalle, Nordhausen Zuschauer: 1300 Schiedsrichter: Klompers, Stobbe |
| 12. Februar 2023 14:00 Uhr | meiste Tore: Holmberg, Lott, Jakubisová je 5 | (16:8) | meiste Tore: 5 Spielerinnen je 3 | Wiedigsburghalle, Nordhausen Zuschauer: 1300 Schiedsrichter: Klompers, Stobbe |
| 12. Februar 2023 14:00 Uhr | Spielbericht                                 |        |                                  | Wiedigsburghalle, Nordhausen Zuschauer: 1300 Schiedsrichter: Klompers, Stobbe |

| 18. Februar 2023 16:00 Uhr | Praktiker-Vác                     | 26:28   | SCM Râmnicu Vâlcea    | Vác Városi Sportcsarnok, Vác Zuschauer: 600 Schiedsrichter: Lindenbaum, Laron |
| 18. Februar 2023 16:00 Uhr | meiste Tore: Ballai, Kuczora je 7 | (13:13) | meiste Tore: Hlibko 6 | Vác Városi Sportcsarnok, Vác Zuschauer: 600 Schiedsrichter: Lindenbaum, Laron |
| 18. Februar 2023 16:00 Uhr | Spielbericht                      |         |                       | Vác Városi Sportcsarnok, Vác Zuschauer: 600 Schiedsrichter: Lindenbaum, Laron |

| 18. Februar 2023 18:00 Uhr | Paris 92                 | 26:25   | Thüringer HC                               | Palais des Sports Robert Charpentier, Issy-les-Moulineaux Zuschauer: 1100 Schiedsrichter: Ünlü Hatipoğlu, Şimşek |
| 18. Februar 2023 18:00 Uhr | meiste Tore: Lassource 7 | (14:14) | meiste Tore: Holmberg, Lott, Reichert je 4 | Palais des Sports Robert Charpentier, Issy-les-Moulineaux Zuschauer: 1100 Schiedsrichter: Ünlü Hatipoğlu, Şimşek |
| 18. Februar 2023 18:00 Uhr | Spielbericht             |         |                                            | Palais des Sports Robert Charpentier, Issy-les-Moulineaux Zuschauer: 1100 Schiedsrichter: Ünlü Hatipoğlu, Şimşek |

## Viertelfinale
Es nehmen acht Mannschaften am Viertelfinale teil. Die Gewinner werden in einem Hin- und Rückspiel ermittelt.
Qualifizierte Teams:
| - Ikast Håndbold - Nykøbing Falster Håndboldklub - Borussia Dortmund - Thüringer HC | - Les Neptunes de Nantes - Sola HK - Siófok KC - SCM Râmnicu Vâlcea |

| Mannschaft 1                     | Mannschaft 2                                | Hinspiel             | Rückspiel            | Gesamt  |
| -------------------------------- | ------------------------------------------- | -------------------- | -------------------- | ------- |
| SCM Râmnicu Vâlcea Hlibko 16     | Nykøbing Falster Håndboldklub Halilcevic 16 | 18.03.2023 16:00 Uhr | 26.03.2023 18:00 Uhr | 61 : 67 |
| SCM Râmnicu Vâlcea Hlibko 16     | Nykøbing Falster Håndboldklub Halilcevic 16 | 32 : 29 (16 : 14)    | 29 : 38 (14 : 17)    | 61 : 67 |
| SCM Râmnicu Vâlcea Hlibko 16     | Nykøbing Falster Håndboldklub Halilcevic 16 | 2239 Zuschauer       | 2425 Zuschauer       | 61 : 67 |
| Les Neptunes de Nantes Hagman 11 | Borussia Dortmund Sprengers 12              | 19.03.2023 18:00 Uhr | 26.03.2023 16:00 Uhr | 50 : 51 |
| Les Neptunes de Nantes Hagman 11 | Borussia Dortmund Sprengers 12              | 28 : 19 (14 : 07)    | 22 : 32 (11 : 13)    | 50 : 51 |
| Les Neptunes de Nantes Hagman 11 | Borussia Dortmund Sprengers 12              | 2159 Zuschauer       | 1208 Zuschauer       | 50 : 51 |
| Sola HK Knutsen, Novak je 11     | Thüringer HC Lott 16                        | 19.03.2023 18:00 Uhr | 26.03.2023 14:00 Uhr | 59 : 62 |
| Sola HK Knutsen, Novak je 11     | Thüringer HC Lott 16                        | 35 : 35 (19 : 17)    | 24 : 27 (12 : 16)    | 59 : 62 |
| Sola HK Knutsen, Novak je 11     | Thüringer HC Lott 16                        | 939 Zuschauer        | 1800 Zuschauer       | 59 : 62 |
| Siófok KC Milosavljević 12       | Ikast Håndbold Bakkerud 13                  | 18.03.2023 20:00 Uhr | 25.03.2023 20:00 Uhr | 41 : 61 |
| Siófok KC Milosavljević 12       | Ikast Håndbold Bakkerud 13                  | 20 : 30 (07 : 12)    | 21 : 31 (08 : 17)    | 41 : 61 |
| Siófok KC Milosavljević 12       | Ikast Håndbold Bakkerud 13                  | 700 Zuschauer        | 1205 Zuschauer       | 41 : 61 |

## Finalspiele
Die Finalspiele fanden am 13. und 14. Mai 2023 statt. Als Austragungsort der Finalspiele wurde Anfang Februar 2023 Graz ausgewählt.

### Halbfinale
Die Halbfinalspiele fanden am 13. Mai 2023 statt. Der Gewinner jeder Partie zogen in das Finale der EHF European League 2023 ein.
| Datum und Zeit              | Mannschaft 1      | Ergebnis                          | Mannschaft 2                  |
| --------------------------- | ----------------- | --------------------------------- | ----------------------------- |
| 13. Mai 15, 2023, S. 30 Uhr | Ikast Håndbold    | 31:26 (17:10)                     | Thüringer HC                  |
| 13. Mai 2023, 18:00 Uhr     | Borussia Dortmund | 33:35 (32:32, 29:29, 17:13) n. S. | Nykøbing Falster Håndboldklub |

#### 1. Halbfinale
13. Mai 2023 in Graz, Raiffeisen Sportpark, 1000 Zuschauer
Ikast Håndbold: Ryde, Pedersen – Bakkerud   (8), Petersen (5), Friis (4), Skogrand (3), Lindqvist  (3), Uno (2), Scaglione (1), Johansen  (1), Brandt (1), Iversen (1), Mortensen (1), Hougaard (1), Gantzel, Ebler
Thüringer HC: Kuske, Schjött, Roth – Hendrikse  (10), Lott (5), Frey   (4), Jakubisova (2), Holmberg (1), Niederwieser   (1), Reichert (1), Rode  (1), Lundgreen, Tanabe, Zachová, Rønningen , Stockschläder
Schiedsrichter: Simona Raluca Stancu und Cristina Lovin,  Rumänien

#### 2. Halbfinale
13. Mai 2023 in Graz, Raiffeisen Sportpark, 1300 Zuschauer
Borussia Dortmund: Moth, Kohorst, ten Holte – Bleckmann (7), Hausherr (6), Sprengers (5), Grijseels (4), Antl   (3), Ossenkopp (3), Rønning (3), Kusian (2), van Kreij, Sasaki, Olsson , Stens, Garović
Nykøbing Falster Håndboldklub: Fríðheim, Greve – Svele  (10), Halilcevic  (7), Flader (5), Kielstrup  (4), Olsen  (4), van der Vliet   (4), Sajka (1), Alnor, Wulff, Jørgensen , Axnér, Navne, Bardrum, Kristiansen
Schiedsrichter: Jelena Jakovljević und Vanja Antić,  Serbien

### Spiel um Platz 3
Das Spiel um Platz 3 fand am 14. Mai 2023 statt. Der Gewinner der Partie ist Drittplatzierter der EHF European League 2023.
| Datum und Zeit              | Mannschaft 1      | Ergebnis      | Mannschaft 2 |
| --------------------------- | ----------------- | ------------- | ------------ |
| 14. Mai 15, 2023, S. 30 Uhr | Borussia Dortmund | 28:23 (12:10) | Thüringer HC |

14. Mai 2023 in Graz, Raiffeisen Sportpark, 1300 Zuschauer
Borussia Dortmund: Moth, Kohorst, ten Holte (2) – Hausherr (7), Antl (4), Bleckmann   (4), Sasaki (3), Grijseels  (2), van Kreij (2), Sprengers (1), Kusian   (1), Olsson (1), Rønning  (1), Ossenkopp, Stens, Garović 
Thüringer HC: Kuske, Schjött, Roth – Lott (7), Stockschläder (4), Hendrikse  (3),  Holmberg  (3), Reichert (3), Frey (1), Rønningen  (1), Rode  (1), Lundgreen, Tanabe, Zachová, Niederwieser , Jakubisova
Schiedsrichter: Urszula Lesiak und Małgorzata Lidacka,  Polen

### Finale
Das Finale fand am 14. Mai 2023 statt. Der Gewinner der Partie ist Sieger der EHF European League 2023.
| Datum und Zeit          | Mannschaft 1                  | Ergebnis      | Mannschaft 2   |
| ----------------------- | ----------------------------- | ------------- | -------------- |
| 14. Mai 2023, 18:00 Uhr | Nykøbing Falster Håndboldklub | 24:31 (15:14) | Ikast Håndbold |

14. Mai 2023 in Graz, Raiffeisen Sportpark, 1500 Zuschauer
Nykøbing Falster Håndboldklub: Fríðheim, Greve – Sajka (6), Halilcevic  (4), Kielstrup    (3), Svele (3), van der Vliet  (2), Olsen  (2), Kristiansen (2), Axnér (1), Flader (1), Alnor, Wulff, Jørgensen, Navne, Bardrum
Ikast Håndbold: Ryde, Pedersen – Friis  (11), Bakkerud  (8), Skogrand (3), Lindqvist (3), Brandt (2), Iversen  (2), Scaglione (1), Petersen  (1), Johansen, Gantzel, Ebler, Mortensen, Hougaard, Uno
Schiedsrichter: Jelena Vujačić und Anđelina Kažanegra,  Montenegro

## Statistiken

### Torschützenliste

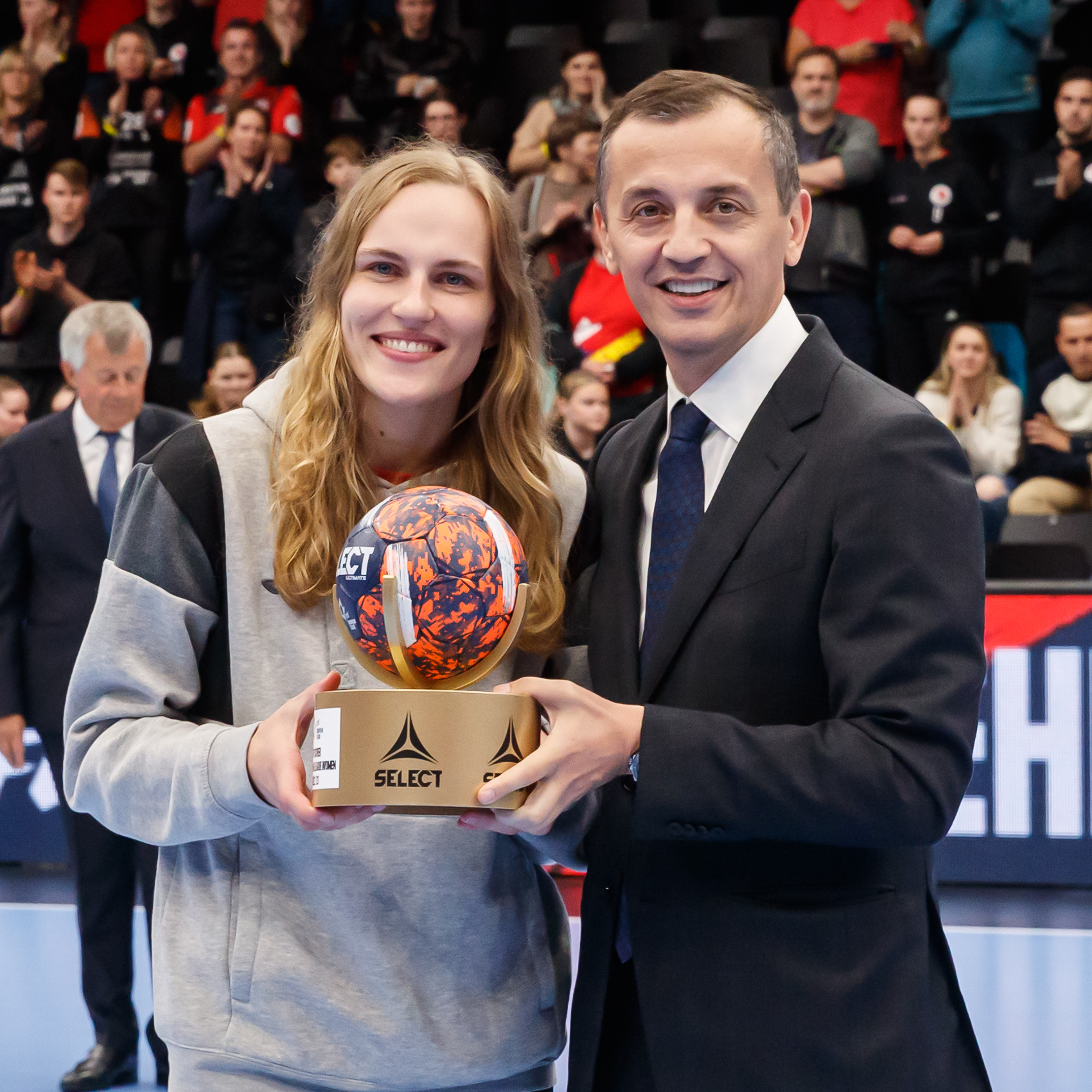
Annika Lott (links), Torschützenkönigin der EHF European League 2022/23

Die Torschützenliste zeigt die drei besten Torschützinnen der EHF European League 2022/23.
Zu sehen sind die Nation der Spielerin, der Name, die Position, der Verein, die gespielten Spiele, die Tore und die Ø-Tore.
| Pl. | Nation      | Spieler         | Pos. | Verein                        | Sp. | Tore | Ø    |
| --- | ----------- | --------------- | ---- | ----------------------------- | --- | ---- | ---- |
| 1.  | Deutschland | Annika Lott     | (RL) | Thüringer HC                  | 14  | 86   | 6,14 |
| 2.  | Danemark    | Elma Halilcevic | (LA) | Nykøbing Falster Håndboldklub | 14  | 82   | 5,86 |
| 3.  | Ukraine     | Iryna Hlibko    | (RL) | SCM Râmnicu Vâlcea            | 10  | 72   | 7,20 |